# Junta Militar (Bolivia, 1981)
La Junta Militar fue una junta de generales que gobernó en Bolivia en 1981, luego de la renuncia de Luis García Meza, obligado por las propias Fuerzas Armadas. Entonces, entregó el poder a la junta de generales integrada por los generales Celso Torrelio Villa (Ejército) y Waldo Bernal Pereira (FAB) y el contralmirante Óscar Pammo Rodríguez (Fuerza Naval). De allí, el general Torrelio Villa pasó a ocupar la presidencia de la República el 4 de septiembre de 1981.
| Predecesor: Luis García Meza | Junta Militar 4 de agosto de 1981-4 de septiembre de 1981 | Sucesor: Celso Torrelio (de facto) |